# Sömntutesläktet
Sömntutesläktet (Eschscholzia) är ett växtsläkte med omkring 12 arter i familjen vallmoväxter. Förekommer i västra Nordamerika, söderut till nordvästra Mexiko. Några arter finns naturaliserade i andra områden. Odlas som trädgårdsväxter.
Släktet innehåller ett- till fleråriga örter med pålrot. Växtsaften är färglös eller klart orange. Bladen är strödda, skaftade, basala och ibland förekommer stjälkblad. De är upprepat flikiga. Blomställningarna är toppställda, blommorna är ensamma eller några stycken i flock. Foderbladen är två, sammanvuxna. Kronbladen fyra (fler hos trädgårdsformer), glänsande, gulvita till gula eller orange. Ståndarna är många. Frukten är en tvårummig cylindrisk kapsel.
Släktnamnen hedrar Johann Friedrich von Eschscholtz, 1831, en balttysk läkare och biolog.

## Taxonomi
Arter enligt Catalogue of Life:
- tuvad sömntuta (Eschscholzia caespitosa)
- sömntuta (Eschscholzia californica)
- Eschscholzia glyptosperma
- Eschscholzia hypecoides
- Eschscholzia lemmonii
- Eschscholzia lobbii
- Eschscholzia minutiflora
- Eschscholzia palmeri
- Eschscholzia parishii
- Eschscholzia ramosa
- Eschscholzia rhombipetala

## Bildgalleri

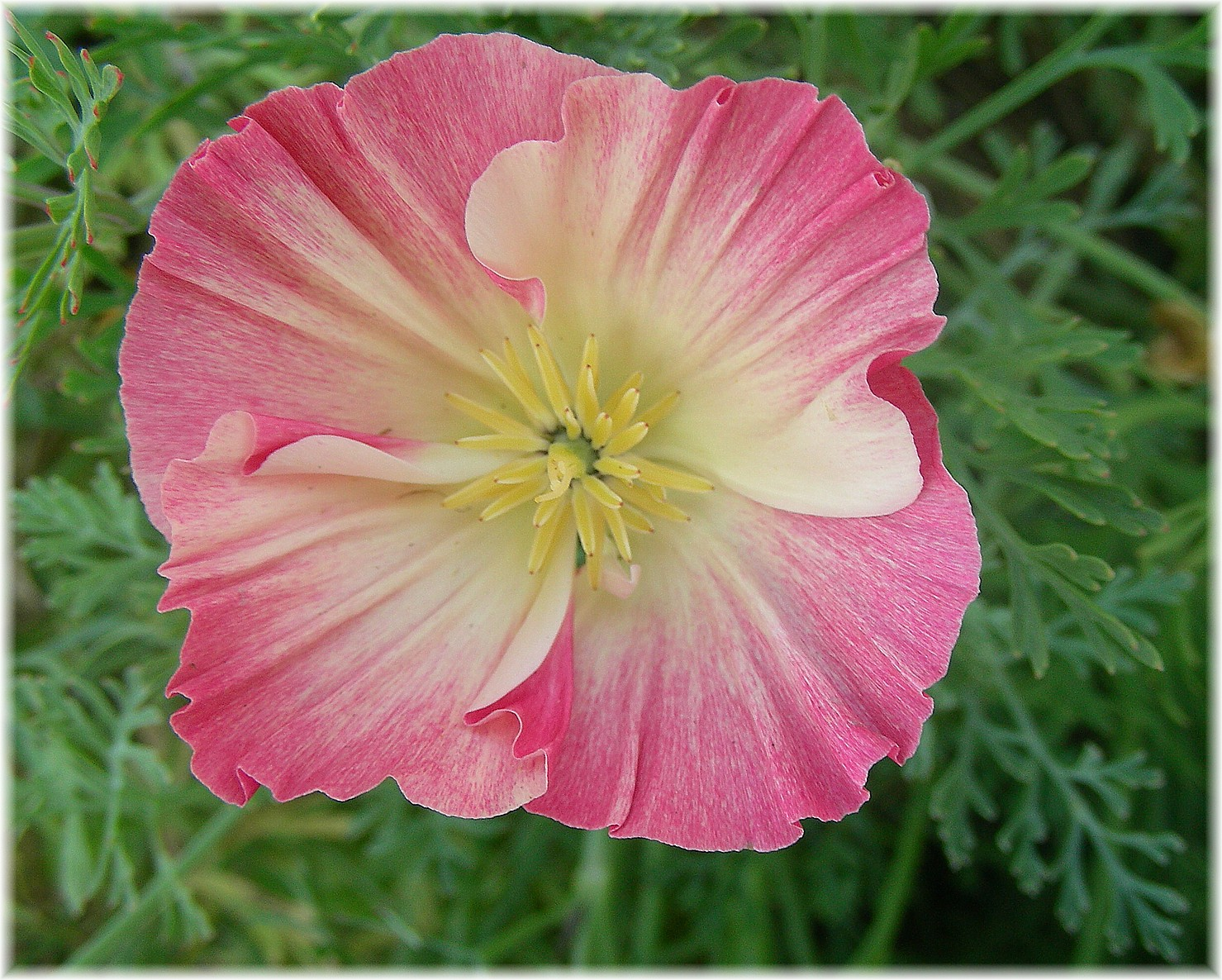
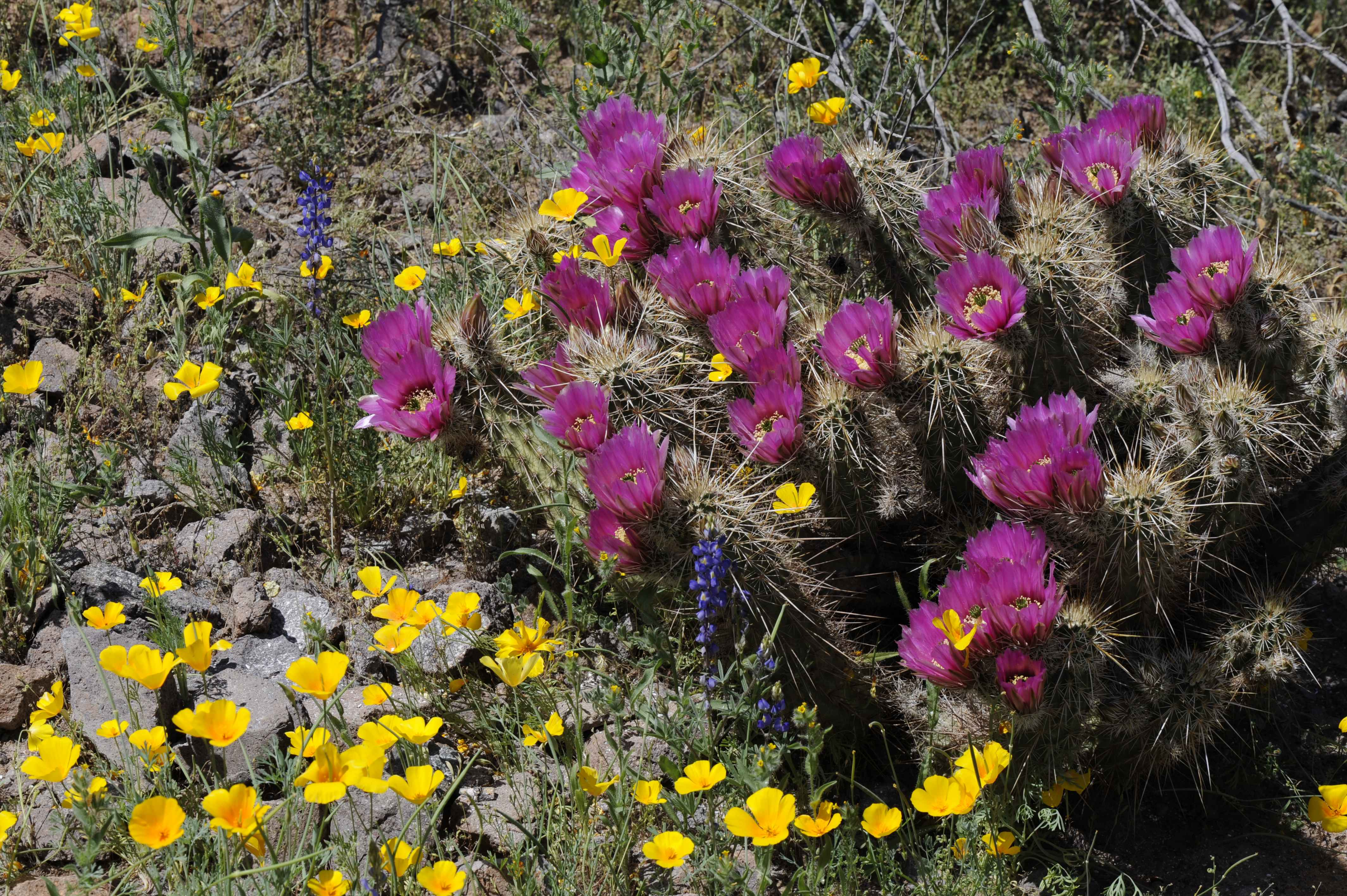
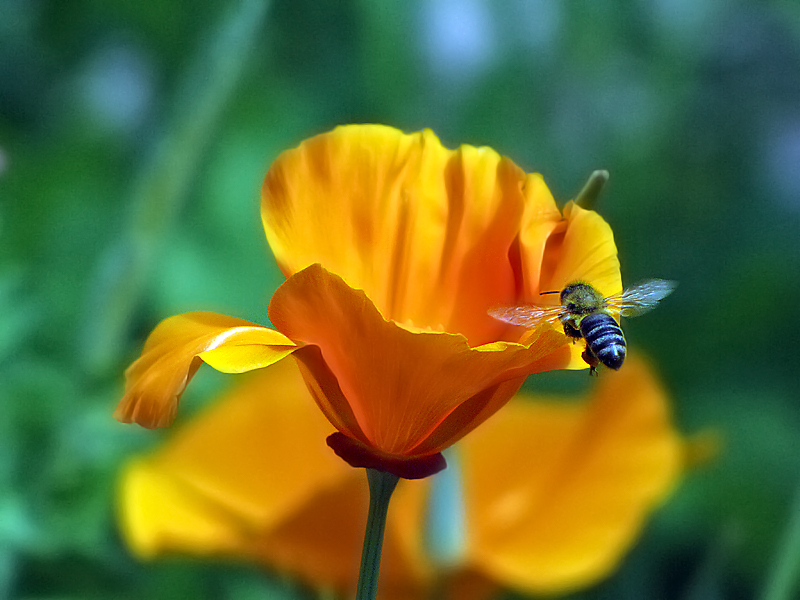
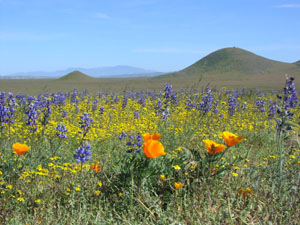
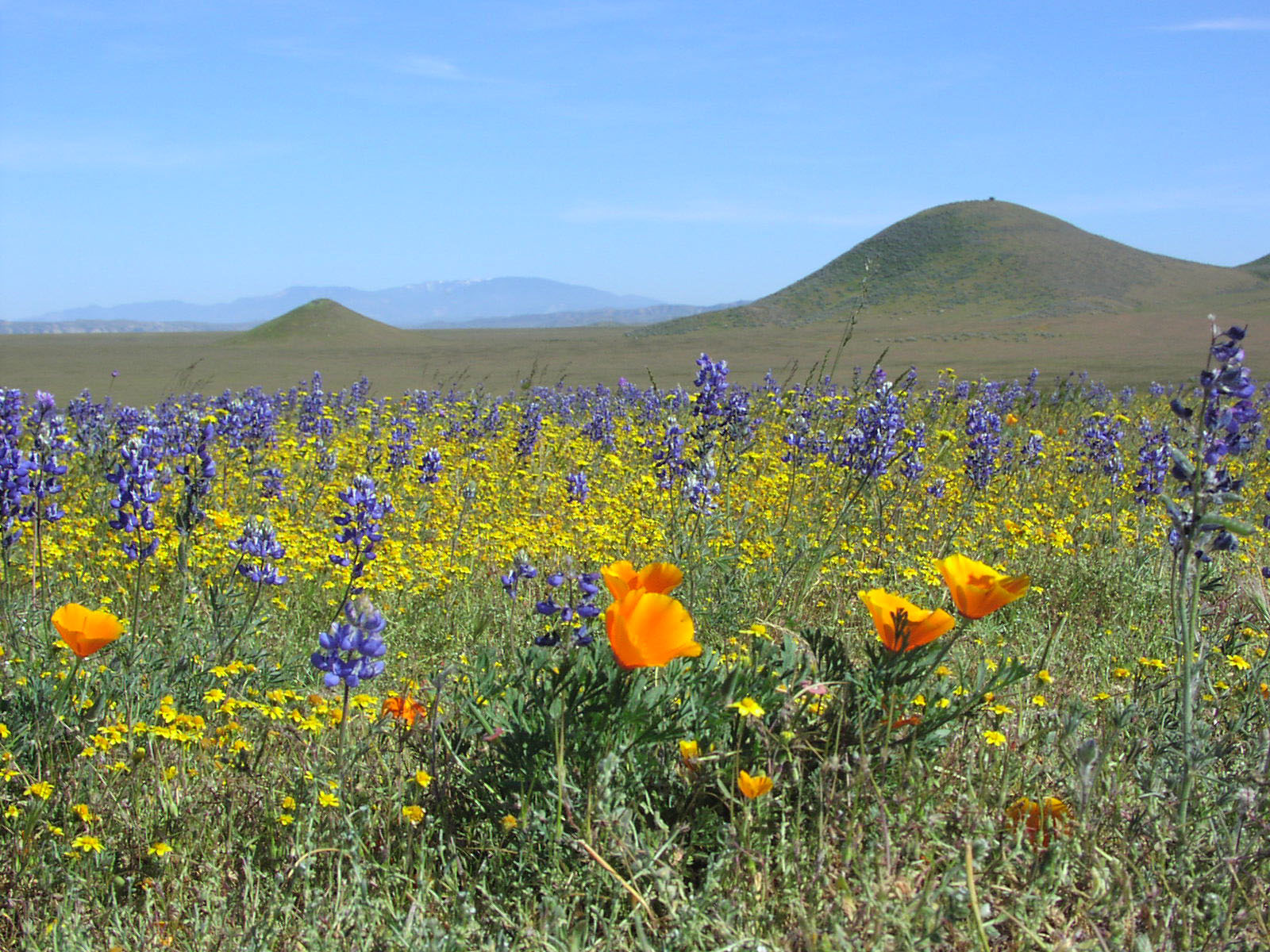
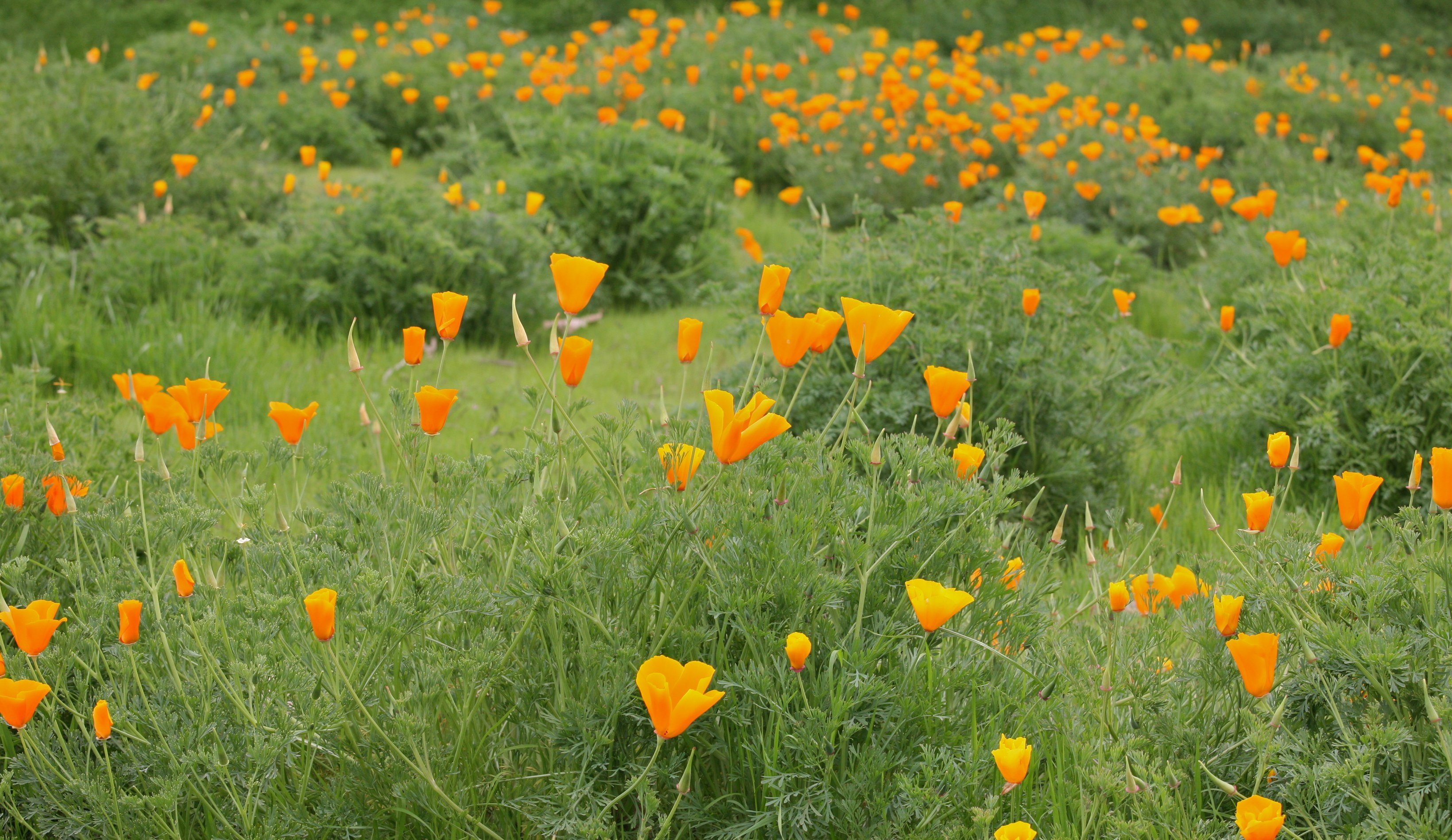